# Nicolás Dapero
Nicolás Dapero (31 de enero de 1998, Buenos Aires, Argentina) es un piloto de automovilismo que actualmente representa a su país en categorías de Estados Unidos.

## Trayectoria deportiva

### Inicios
Debutó en el Karting el 30 de abril de 2011 compitiendo en el Campeonato Argentino y Campeonato Regional, además de la Copa Rotax Buenos Aires.
Luego, en el 2012 participó en varias competencias internacionales como el Mundial Iame en Lion, Francia y el Florida Winter Tour en Estados Unidos, donde ganó una de las finales.
El 2013 también fue una temporada de roce internacional para el joven piloto. Corrió en la Rotax Euro Challenge en Casteleto Stura, Italia, además de enfrentarse a la Pista 7 Laghi Kart (Italia) y realizar otro paso por Inglaterra.
Finalmente, en el año 2014, se consagró campeón en la Copa Rotax Max Challenge Buenos Aires. 

### Fórmula Metropolitana
El 2 de marzo de 2014,  paralelamente a su carrera deportiva en el kart, dio el salto a los monopostos y lo hizo en la Fórmula  Metropolitana.
Siendo el mejor debutante, se ubicó al final del torneo en 8va posición con 70 puntos.

### Pruebas con Juncos Racing
En octubre del 2014 se le presentó la oportunidad de hacer unas pruebas en la categoría Pro Mazda junto con la Indy Ligts, categoría telonera de la Indy Car, con el equipo de otro argentino, Ricardo Juncos, quien lleva acumulados varios logros en el automovilismo americano.
Las pruebas se realizaron en Houston consolidando un plan de trabajo tanto arriba del auto con varias pruebas, como también en lo físico y psicológico pensando en la temporada 2016.

### Fórmula 3 Brasilera
Buscando una categoría algo similar a la Pro Mazda, tanto el Juncos Racing con el grupo de Nico decidieron correr en Brasil. Su debut oficial en la categoría fue el 27 de junio de 2015 en el circuito de Santa Cruz do Sul,  logrando su primer podio en la segunda carrera del fin de semana.
Si bien Dapero alternaba el mencionado campeonato con el plan de trabajo trazado por el Juncos Racing, al final de la temporada los resultados fueron muy positivos ya que no solo sumó kilómetros, sino que también llegó con chances de pelear el subcampeonato en la última fecha.
Logró cinco podios en 14 carreras y finalizó 6to en el campeonato con 66 puntos.
Uno de los datos más destacados y que hacen que los resultados sean aún más meritorios fue que no disputó las primeras cuatro carreras del campeonato.
A fines del 2015 la actividad de Nicolás Dapero era más que intensa ya que a la disputa del campeonato brasileño de Fórmula 3 y los viajes a EE. UU. para las pruebas con el equipo Juncos Racing, se le sumó el final de su ciclo lectivo dado que estaba terminando de cursar 5to año.

### Toyota Racing Series
Por recomendación de Ricardo Juncos, se buscó la opción de esta categoría. La Toyota Racing Series, quizás desconocida para los que no están en tema, pero muy tenida en cuenta por las principales escuderías del mundo. Este inusual pero atrapante torneo se disputaba en Nueva Zelanda por el período de un mes (del 15 de enero al 15 de febrero) con la particularidad de tener cinco fechas con 15 competencias, es decir tres por fin de semana.
El nivel de los pilotos era muy bueno, al igual que las carreras disputadas que brindaban espectáculo desde la primera hasta la última vuelta. Este mes de intensa actividad le permitió a Dapero llegar de la mejor forma al inicio del torneo de Pro Mazda en el callejero de St Petersburg donde debutó en las dos carreras disputadas con dos 10mo lugar.

## Resumen de carrera
| Temporada | Categoría                     | Equipo                 | Carreras | Victorias | Poles | VR | Podios | Puntos | Pos. |
| --------- | ----------------------------- | ---------------------- | -------- | --------- | ----- | -- | ------ | ------ | ---- |
| 2014      | Fórmula Metropolitana         | Federal Seguros Racing | 12       | 0         | 1     | 0  | 1      | 70     | 8.º  |
| 2015      | Fórmula 3 Brasil              | Prop Car Racing        | 12       | 0         | 0     | 1  | 5      | 66     | 6.º  |
| 2015      | Fórmula Metropolitana         | Federal Group          | 1        | 0         | 0     | 0  | 0      | 7      | 23.º |
| 2015      | Fórmula Renault 2.0 Argentina | LDR                    | 4        | 0         | 0     | 0  | 0      | 11     | 21.º |
| 2016      | Pro Mazda Championship        | Juncos Racing          | 16       | 1         | 0     | 2  | 5      | 278    | 5.º  |
| 2016      | Toyota Racing Series          | Giles Motorsport       | 15       | 0         | 0     | 0  | 0      | 240    | 18.º |
| 2017      | Indy Lights                   | Juncos Racing          | 16       | 0         | 0     | 0  | 0      | 187    | 13.º |
| 2018      | TC 2000                       | Ambrogio Racing        | 22       | 2         | 0     | 0  | 3      | 183    | 11.º |
| Fuente:   |                               |                        |          |           |       |    |        |        |      |

## Resultados

### Pro Mazda Championship
(Clave) (negrita indica pole position) (cursiva indica vuelta rápida)

| Año  | Escudería     | 1      | 2      | 3     | 4     | 5     | 6     | 7     | 8     | 9     | 10    | 11    | 12    | 13    | 14    | 15    | 16    | Pos. | Puntos |
| ---- | ------------- | ------ | ------ | ----- | ----- | ----- | ----- | ----- | ----- | ----- | ----- | ----- | ----- | ----- | ----- | ----- | ----- | ---- | ------ |
| 2016 | Juncos Racing | STP 10 | STP 10 | ALA 7 | ALA 7 | IMS 8 | IMS 8 | LOR 3 | ROA 2 | ROA 5 | TOR 5 | TOR 9 | MOH 5 | MOH 8 | LAG 3 | LAG 1 | LAG 3 | 5.º  | 278    |

### Indy Lights
(Clave) (negrita indica pole position) (cursiva indica vuelta rápida)

| Año  | Escudería     | 1     | 2     | 3     | 4     | 5      | 6     | 7       | 8      | 9      | 10     | 11    | 12    | 13     | 14    | 15    | 16    | Pos. | Puntos |
| ---- | ------------- | ----- | ----- | ----- | ----- | ------ | ----- | ------- | ------ | ------ | ------ | ----- | ----- | ------ | ----- | ----- | ----- | ---- | ------ |
| 2017 | Juncos Racing | STP 9 | STP 8 | ALA 9 | ALA 6 | IMS 11 | IMS 8 | INDY 12 | ROA 14 | ROA 12 | IOW 12 | TOR 7 | TOR 7 | MDO 14 | MDO 8 | GMP 5 | WGL 8 | 13.º | 187    |

### TC 2000
| Año  | Equipo          | Auto            | 1    | 2    | 3   | 4   | 5   | 6   | 7  | 8  | 9  | 10 | 11  | 12   | 13   | 14    | 15  | 16  | 17    | 18    | 19  | 20  | 21  | 22  | Res. | Puntos |
| ---- | --------------- | --------------- | ---- | ---- | --- | --- | --- | --- | -- | -- | -- | -- | --- | ---- | ---- | ----- | --- | --- | ----- | ----- | --- | --- | --- | --- | ---- | ------ |
| 2018 |                 |                 | AG I | AG I | CDU | CDU | CON | CON | RC | RC | BA | LP | LP  | SL I | SL I | AG II | SMM | SMM | SL II | SL II | ROS | ROS | PAR | PAR | 11.º | 183    |
| 2018 | Ambrogio Racing | Renault Fluence | 18   | 15   | Ret | 18† | 9   | 6   | 2  | 17 | 4  | 5  | Ex. | 12   | 15   | 9     | 1   | Ret | 9     | 1     | 8   | 13  | 13  | 16  | 11.º | 183    |

## Palmarés
- Campeón Copa Rotax Max Challenge Buenos Aires 2014